# Inside my head
Inside my head is een single van DI-RECT, nog met Tim Akkerman als leadzanger. Het is afkomstig van hun album Discover. Het nummer is opgenomen in de Bullet Sound Studio in Nederhorst den Berg.
Het lied heeft als onderwerp, dat hoewel een relatie verbroken is, de een zoveel invloed had op de ander, dat hij/zij nog niet geheel verdwenen is.
De lied werd onderscheiden met een Edison Music Awards 2003.

## Hitnotering

### Nederlandse Top 40
Voordat het de lijst bereikte werd het uitgeroepen tot alarmschijf.
| Positie: | 33 | 17 | 17 | 18 | 8 | 8 | 9 | 9 | 16 | 17 | 21 | 28 | 33 | uit |

### NederlandseSingle Top 100
| Hitnotering: 2-2-2002 t/m 8-6-2002 | Hitnotering: 2-2-2002 t/m 8-6-2002 | Hitnotering: 2-2-2002 t/m 8-6-2002 | Hitnotering: 2-2-2002 t/m 8-6-2002 | Hitnotering: 2-2-2002 t/m 8-6-2002 | Hitnotering: 2-2-2002 t/m 8-6-2002 | Hitnotering: 2-2-2002 t/m 8-6-2002 | Hitnotering: 2-2-2002 t/m 8-6-2002 | Hitnotering: 2-2-2002 t/m 8-6-2002 | Hitnotering: 2-2-2002 t/m 8-6-2002 | Hitnotering: 2-2-2002 t/m 8-6-2002 | Hitnotering: 2-2-2002 t/m 8-6-2002 | Hitnotering: 2-2-2002 t/m 8-6-2002 | Hitnotering: 2-2-2002 t/m 8-6-2002 | Hitnotering: 2-2-2002 t/m 8-6-2002 | Hitnotering: 2-2-2002 t/m 8-6-2002 | Hitnotering: 2-2-2002 t/m 8-6-2002 | Hitnotering: 2-2-2002 t/m 8-6-2002 | Hitnotering: 2-2-2002 t/m 8-6-2002 | Hitnotering: 2-2-2002 t/m 8-6-2002 | Hitnotering: 2-2-2002 t/m 8-6-2002 |
| Week:                              | 1                                  | 2                                  | 3                                  | 4                                  | 5                                  | 6                                  | 7                                  | 8                                  | 9                                  | 10                                 | 11                                 | 12                                 | 13                                 | 14                                 | 15                                 | 16                                 | 17                                 | 18                                 | 19                                 |                                    |
| ---------------------------------- | ---------------------------------- | ---------------------------------- | ---------------------------------- | ---------------------------------- | ---------------------------------- | ---------------------------------- | ---------------------------------- | ---------------------------------- | ---------------------------------- | ---------------------------------- | ---------------------------------- | ---------------------------------- | ---------------------------------- | ---------------------------------- | ---------------------------------- | ---------------------------------- | ---------------------------------- | ---------------------------------- | ---------------------------------- | ---------------------------------- |
| Positie:                           | 95                                 | 75                                 | 63                                 | 42                                 | 28                                 | 22                                 | 15                                 | 20                                 | 21                                 | 14                                 | 18                                 | 22                                 | 28                                 | 40                                 | 46                                 | 47                                 | 59                                 | 75                                 | 80                                 | uit                                |

### NPO Radio 2 Top 2000
| Nummer met noteringen in de NPO Radio 2 Top 2000 | '11  | '12-'19 | '20  |
| ------------------------------------------------ | ---- | ------- | ---- |
| Inside my head                                   | 1741 | -       | 1904 |

1. ↑  Een '-' betekent dat het nummer niet was genoteerd en een vetgedrukt getal geeft de hoogste notering aan.
2. ↑  2011 was het eerste jaar met een notering voor dit nummer.
3. ↑  Deze tabel is bijgewerkt tot en met de laatste editie (2024).